# Атол (Канзас)
Атол (енгл. Athol) град је у америчкој савезној држави Канзас.

## Демографија
По попису из 2010. године број становника је 44, што је 7 (-13,7%) становника мање него 2000. године.
| Група             | 2000.      | 2010.      |
| Белци             | 49 (96,1%) | 39 (88,6%) |
| Афроамериканци    | 0 (0,0%)   | 0 (0,0%)   |
| Азијати           | 0 (0,0%)   | 0 (0,0%)   |
| Хиспаноамериканци | 0 (0,0%)   | 0 (0,0%)   |
| Укупно            | 51         | 44         |